# Mirek Topolánek
Mirek Topolánek (ur. 15 maja 1956 we Vsetínie) – czeski polityk, inżynier i przedsiębiorca, parlamentarzysta, w latach 2002–2010 przewodniczący Obywatelskiej Partii Demokratycznej (ODS), premier Czech (2006–2009).

## Życiorys
Z wykształcenia inżynier, w 1980 ukończył studia w VUT w Brnie. W latach 1980–1987 pracował jako projektant w zakładach automatyzacji i mechanizacji OKD w Ostrawie. W latach 1987–1991 był projektantem w ostrawskiej filii przedsiębiorstwa Energoprojekt Praha. Od 1991 do 1996 był wicedyrektorem i dyrektorem generalnym, a od 1996 do 2003 członkiem zarządu i prezesem spółki VAE. Od lat 90. obejmował też różne stanowiska w organach innych spółek prawa handlowego.
W 1989 dołączył do Forum Obywatelskiego, w latach 1990–1994 był radnym obwodu miejskiego Poruba. W 1994 wstąpił do Obywatelskiej Partii Demokratycznej. W latach 1996–2004 zasiadał w czeskim Senacie, gdzie w latach 1998–2002 pełnił funkcję przewodniczącego klubu senackiego ODS, a od 2002 wiceprzewodniczącego wyższej izby czeskiego parlamentu. W listopadzie 2002 został przewodniczącym Obywatelskiej Partii Demokratycznej w miejsce Václava Klausa.
Kierowana przez niego partia wygrała wybory parlamentarne w 2006, a jej lider uzyskał mandat deputowanego do Izby Poselskiej. 16 sierpnia 2006 desygnowany na urząd premiera, jego mniejszościowy monopartyjny gabinet zaczął urzędować 4 września. Miesiąc później podał się do dymisji wobec niemożności uzyskania wotum zaufania. 8 listopada 2006 prezydent ponownie mianował go na stanowisko premiera. 9 stycznia 2007 drugi rząd Mirka Topolánka, do którego dołączyli przedstawiciele ludowców i Partii Zielonych, uzyskał akceptację ze strony czeskiego parlamentu. 5 grudnia 2007 w czeskim parlamencie odbyło głosowanie dotyczące wotum nieufności, które nie zostało przyjęte. Zostało ono jednak przegłosowanie 24 marca 2009. Dwa dni później premier Czech podał się do dymisji. 8 maja 2009 prezydent Václav Klaus dokonał oficjalnego zaprzysiężenia nowego gabinetu pod przewodnictwem Jana Fischera.
W grudniu 2009 ogłosił, że jeśli ODS nie wygra wyborów parlamentarnych w 2010, odejdzie z funkcji przewodniczącego partii. W marcu 2010 wzbudził publiczne kontrowersje swoimi wypowiedziami dla czasopisma „Lui” 25 marca 2010 wycofał się z ubiegania o urząd premiera. 1 kwietnia 2010 zapowiedział rezygnację z funkcji przewodniczącego ODS, zaś 13 kwietnia 2010 ustąpił z tego stanowiska na rzecz Petra Nečasa.
Powrócił następnie do biznesu, prowadząc własną działalność gospodarczą w branży konsultingowej, a także zasiadając w organach różnych przedsiębiorstw. W 2015 został wykluczony z ODS w związku z niepłaceniem składek członkowskich.
W styczniu 2018 wystartował w wyborach prezydenckich. W pierwszej turze głosowania z 12 i 13 stycznia otrzymał 4,3% głosów, zajmując 6. miejsce wśród 9 kandydatów.

## Życie prywatne
Przez około 30 lat był żonaty z Pavlą Topolánkovą, z którą ma dwie córki i syna, a z którą rozwiódł się w 2010. W 2007 publicznie potwierdził swój związek z działaczką ODS i wiceprzewodniczącą Izby Poselskiej Lucie Talmanovą, z którą ma syna.  Para pobrała się w 2010.